# Gampola sinica
Gampola sinica je nočni metulj iz družine nepravih sovk, ki so jo doslej našli na Tajskem ter na Kitajskem (Guangdong, Hongkong). Znanstveno je bila opisana leta 2012.
Vešča ima rjava prednja krila,  14 mm. Zadnja krila so svetlo rjave barve.